# جائزة كندا الكبرى 1990
جائزة كندا الكبرى 1990 هو سباق فورمولا 1 أقيم بتاريخ 10 يونيو 1990 في حلبة جيل فيلنوف، مونتريال، كندا. كان الخامس من أصل 16 في بطولة العالم لسباقات الفورمولا واحد موسم 1990. حلّ البرازيلي آيرتون سينا أولا بينما جاء البرازيلي نيلسون بيكيه في المركز الثاني وحصل على المركز الثالث البريطاني نايجل مانسيل.